# Интуиция
Интуицията е способност да се придобиват познания без необходимостта от разсъждение и доказване, без разбиране как са придобити тези знания. Терминът се използва и за описание на „мисли и предпочитания, които идват наум бързо и без много разсъждения“.  Думата интуиция идва от латинската дума intueri, която приблизително се превежда като „да се вгледа вътре“ или „да разсъждава“.  Интуицията ни дава знания или убеждения, вярвания, които ние невинаги можем да обясним логически. Поради тази причина тя е била обект на изследване в психологията, както и тема на интерес към свръхестественото. Дясното полукълбо на мозъка е често свързано с интуитивните процеси, както и с естетическите способности.  Някои учени твърдят, че интуицията е свързана с иновациите в научни открития.  Интуицията също е често срещана тема в Ню ейдж литературата. 
Освен в психологията думата интуиция се използва и във философията, където в нея се влага различен смисъл. При преводи от английски и френски език на текстове свързани с Имануел Кант следва да се отчита, че там тя най-често замества немската дума за наглед (Anschauung). С кантиански идеи е свързано течението във философия на математиката, наречено интуиционизъм. То оперира със своя специфична „интуиционистка логика“, характеризираща се с отхвърляне на закона за изключеното трето при разглеждане на безкрайности.

## Психология и оценка на личността
Според швейцарския психолог Карл Юнг интуицията е един от четирите психологически типа или функции на егото. В този ранен модел на личностната психика интуицията е противопоставена на усещанията по една ос, а чувствата са противопоставени на мисленето по друга ос. Юнг твърди, че в дадена личност една от тези четири функции е първична, най-изявена и развита в съзнанието. Противоположната функция обикновено е слабо развита в същото лице. Останалата двойка (от другата ос) е съзнателно активна, но в по-малка степен в сравнение с основната функция.  Тази схема е може би по-познатата днес като Типовете индикатори на Майерс-Бригс.
В психологията интуицията може да включва способността на индивида да знае правилните решения на проблемите и да ги взима. Например модела наречен Recognition primed decision (RPD), обяснява как хората могат да вземат сравнително бързи решения, без да се налага да се сравняват варианти. Гари Клейн установява, че под натиска на времето, високите залози, както и промяната на параметрите, експерти, базирайки се на миналия си опит, разпознават сходни ситуации и интуитивно избират правилните решения. Така моделът RPD е смесица от интуиция и анализ. Интуицията е процес (съпоставя модели), който бързо предлага възможен начин за действие. Анализът е ментална симулация, съзнателен и преднамерен преглед на начините за действие.
Според известния невропсихолог и невробиолог Роджър Уолкот Спери интуицията е активност на десния дял на мозъка, докато фактическият и математическият анализ са активност на левия дял.
Надеждността на интуицията на даден индивид зависи от опита и познанията, придобити в дадена специфична област. Например някой, който има по-голям опит с деца ще има по-добър инстинкт или интуиция относно разрешаването на даден проблем с тях. Разбира се, не може да се каже, че човекът с най-голям опит винаги ще има най-прецизната интуиция (той може да бъде предубеден), но шансовете му определено са по-големи. 
Твърди се е, че аналитичната психологическа теория на Юнг за синхронността на елементите е равна на интелектуална интуиция.

## Интуиция и духовност
Интуицията обикновено е често обсъждана в литературата с духовна тематика. В този контекст, често има идея за един съвършен и по-качествен ум на духа, към който се стремим или към който съзнателно се развиваме. Обикновено интуицията се разглежда като съзнателно сходство между земната наука и висшата духовна наука, която се появява като порой от илюминации.  Твърди се, че по дефиниция интуицията не може да бъде осъждана по логически показатели.
Томас Мертън разглежда видовете интуиции в серия свои есета. Описвайки естетическата интуиция, той отстоява тезата, че художникът има личностна идентификация с обекта, който едновременно е възвишен и мултиплициран, като по този начин „вижда“ духовната реалност на обекта.  Дискутирайки дзен медитацията, той отстоява позицията, че директната интуиция произхожда от „борбата срещу концептуалната наука“. Накрая резултатът е: „съществуващият познава съществуването“ или битието, докато напълно изгуби поглед върху себе си като „знаещ субект“.
Рудолф Щайнер предполага, че интуицията е третият от трите етапа на висшето познание, предхождан от въображението и вдъхновението, и се характеризира със състояние на моментално и пълно преживяване или дори сливане с обекта на познанието, без да бъде загубена индивидуалността на аз-а.

## Изследвания и твърдения
Тестове за установяване на възможностите на интуицията са провеждани през 70-те години в университета Йейл. Докато изучавали невербалната комуникация, изследователи забелязали, че някои от участниците успявали да разчитат невербални знаци на лицата преди да се появи потвърждение. Използвайки подобен замисъл, те установили, че силно интуитивните субекти взимат бързо решения, но без да могат да дадат логична обосновка за тях. Тяхното ниво на точност на решенията обаче не се различава от това на неинтуитивните хора. 

## Някои дефиниции
Интуицията е съчетание от исторически (емпирични данни), задълбочени и усилени наблюдения и способността да се премине през дебелата повърхност на реалността. Интуицията е като бавно движеща се машина, която изведнъж хваща информацията и я стоварва като тон тухли върху теб. Интуиция е да знаеш, да усещаш това, което е отвъд разбираемото от съзнанието, като чувство в стомаха. Интуицията не е псевдонаука.

– Абела Артър
Интуицията (е) възприятие чрез несъзнаваното.

– Карл Густав Юнг
Интуицията може да бъде дефинирана като разбиране или знание без съзнанието да прибягва до мислене, наблюдаване или търсене на причина. Някои намират този процес за донякъде мистичен, докато други описват интуицията като отговор с несъзнателни сигнали или безусловно разбиране на придобити по-рано знания.

– Д-р Джейсън Галейт, Шанан Кийн 

## Чест
Връх Интуиция на остров Ливингстън от Южните Шетландски острови, Антарктика е наименуван по термина, за да засвидетелства признание към ролята на научната интуиция за прогреса на човешкото познание.

## Още материали
- Chopra, Deepak, Judith Orloff. The Power of Intuition. Hay House, 2005. (аудио) ISBN 978-1-4019-0622-1
- Davis, Elizabeth. Women's Intuition. Celestial Arts, 1989. ISBN 978-0-89087-572-8
- Mayer, Elizabeth Lloyd. Extraordinary Knowing: Science, Skepticism, and the Inexplicable Powers of the Human Mind. Bantam, 2008. ISBN 978-0-553-38223-5
- McTaggart, Lynn. The Intention Experiment. Free Press, 2008. ISBN 978-0-7432-7696-2
- Schulz, Mona Lisa, and Christriane Northrup. Awakening Intuition. Three Rivers Press, 1999. ISBN 978-0-609-80424-7
- Sheldrake, Rupert. Dogs That Know When Their Owners Are Coming Home: And Other Unexplained Powers of Animals. Three Rivers Press, 2000. ISBN 978-0-609-80533-6
- Sheldrake, Rupert. The Sense of Being Stared At: And Other Aspects of the Extended Mind. Crown, 2003. ISBN 978-0-609-60807-4
- Sheldrake, Rupert. Seven Experiments That Could Change the World: A Do-It-Yourself Guide to Revolutionary Science. Park Street Press, 2002. ISBN 978-0-89281-989-8
- Wilde, Stuart Intuition. Hay House, 1996. (аудио) ISBN 978-1-4019-0674-0
- Wilde, Stuart. The Sixth Sense: Including the Secrets of the Etheric Subtle Body. Hay House, 2000. ISBN 978-1-56170-501-6
- Levin, Michal. Spiritual Intelligence: Awakening the Power of Your Spirituality and Intuition. Hodder & Stoughton, 2000. ISBN 978-0-340-73394-3
- Doc Childre and Howard Martin. The HEARTMATH Solution. HarperSanFrancisco, 1999. ISBN 978-0-06-251606-0
- Hoeflich, Christine. What Everyone Believed: A Memoir of Intuition and Awakening. Between Worlds Publishing, 2008. ISBN 978-0-9796589-0-7